# Otto Kade
Otto Adolf Wenzel Kade, né le 28 mars 1927 à Frýdlant et mort le 2 novembre 1980 à Eichwalde, était un traductologue allemand et, en collaboration avec Gert Jäger et Albrecht Neubert, un représentant important de l'« école de Leipzig ».

## Publications
- Kommunikationswissenschaftliche Probleme der Translation, Leipzig, 1968.
- Zufall oder Gesetzmäßigkeit in der Übersetzung, Leipzig, 1968.
- Studien zur Übersetzungswissenschaft, Leipzig, 1971.
- Sprachliches und Aussersprachliches in der Kommunikation, Leipzig, 1979.
- Die Sprachmittlung als gesellschaftliche Erscheinung und Gegenstand wissenschaftlicher Untersuchung, Leipzig, 1980.